# Zoltán Fábri
Dans le nom hongrois Fábri Zoltán, le nom de famille précède le prénom, mais cet article utilise l’ordre habituel en français Zoltán Fábri, où le prénom précède le nom.
Pour les articles homonymes, voir Fabri.
Zoltán Fábri, né le 15 octobre 1917 à Budapest et mort le 23 août 1994 dans la même ville, est un réalisateur et acteur hongrois.

## Biographie
Zoltán Fábri se sentit très tôt attiré par l'art : il suivit, après ses études au lycée, des cours aux Beaux-Arts, puis, recherchant un mode d'expression plus personnel et plus universel, se tourna vers l'École supérieure d'art dramatique (Színművészeti Főiskola) de Budapest, dont il sort diplômé en 1941.
Devenu acteur, il signa également quelques mises en scène théâtrales. L'avènement de la Seconde Guerre mondiale interrompit le cours de sa carrière et les événements liés à ce conflit le marqueront à tout jamais : des films comme Le Professeur Hannibal (1956), Deux mi-temps en enfer (1962) et Les Ténèbres du jour (1963) en portent témoignage. Après-guerre, il devint directeur artistique du Théâtre de la Jeunesse, puis fut appelé, en 1950, à la tête de la production cinématographique hongroise nationalisée. Il y apprit son métier et réalisa son premier film en 1952 Orage, drame social situé en milieu rural. Son Petit carrousel de fête, présenté au Festival de Cannes, lui valut une reconnaissance mondiale et lança l'actrice Mari Törőcsik. En 1964, il signa un film remarquable sur vingt ans d'expérience socialiste en Hongrie : Vingt heures. Zoltán Fábri est avec Károly Makk et Félix Máriássy l'un des artisans de la première renaissance du cinéma hongrois, située entre l'année de la mort de Staline et l'insurrection de Budapest de 1956.

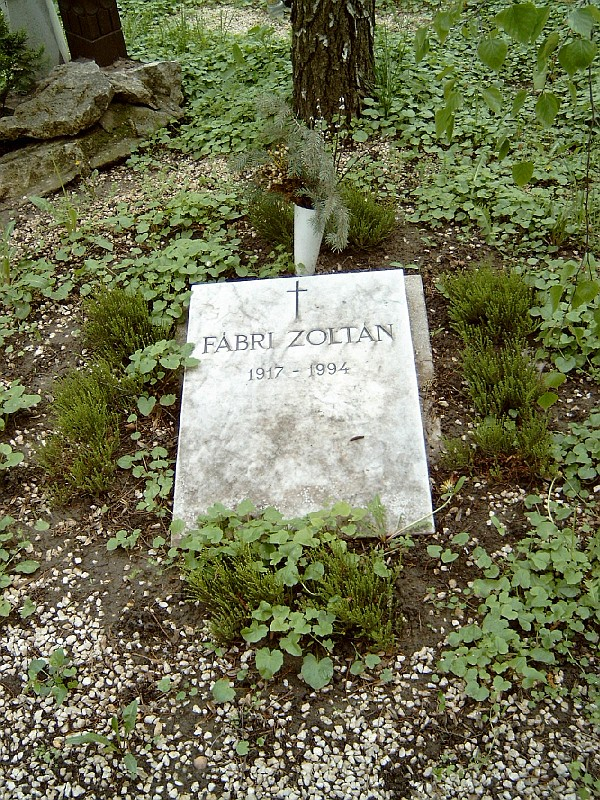
La tombe de Fábri, au cimetière de Farkasrét, à Budapest

## Prix et récompenses
- Lauréat du prix Kossuth en 1953, 1955 et 1970

## Filmographie

### Comme réalisateur
- 1952 : Orage (Vihar)
- 1954 : Quatorze vies en danger (Életjel)
- 1955 : Un petit carrousel de fête (Körhinta)
- 1956 : Le Professeur Hannibal (Hannibál tanár úr)
- 1957 : Bolond április
- 1958 : Anna
- 1961 : Le Fauve (Dúvad)
- 1962 : Deux mi-temps en enfer (Két félidö a pokolban)
- 1963 : Les Ténèbres du jour (Nappali sötétség)
- 1964 : Vingt heures (Húsz óra)
- 1966 : Utószezon
- 1969 : Les Garçons de la rue Paul (A Pál utcai fiúk)
- 1969 : La Famille Tot (Isten hozta, őrnagy úr!)
- 1971 : Hangyaboly
- 1973 : Plusz-mínusz egy nap
- 1975 : La Phrase inachevée (141 perc A befejezetlen mondatból)
- 1976 : Le Cinquième Sceau (Az ötödik pecsét)
- 1978 : Les Hongrois (Magyarok)
- 1980 : Fábián Bálint találkozása Istennel
- 1982 : Requiem
- 1983 : Gyertek el a névnapomra

### Comme acteur
- 1969 : Le Témoin